# Banda di Avola
La Banda di Avola è una banda musicale della città di Avola della quale si ha già notizia in epoca borbonica. Secondo ricostruzioni storiche, risulta che il Corpo Musicale di Avola fosse esistente e attivo già nel 1836, ne fa fede un fitto carteggio tra il sindaco di Siracusa e le autorità dell'intendenza concernente la partecipazione della Banda Municipale di Avola alla solenne gala reale in occasione della nascita del principe ereditario duca di Calabria, Francesco II delle Due Sicilie, avvenuta il 16 gennaio dello stesso anno. Questo qualificherebbe la Banda di Avola come una delle più antiche, se non la più antica, formazione bandistica istituzionalizzata della provincia.

## Storia recente
Nel 1996 su iniziativa del maestro Sebastiano Bell'Arte nasce l'associazione A.L.MUS. (Avola Laboratorio Musicale) che istituisce una scuola di musica per strumenti a fiato e percussioni, creando così i presupposti per la rinascita della "Banda di Avola" diretta dai maestri Salvatore Falbo e Giovanni Tarantino. In pochi anni la banda completa il suo organico. Nel maggio del 2000 partecipa al concorso nazionale bandistico AMA Calabria a Lamezia Terme ottenendo il 2º posto. Partecipa a numerosi concorsi, raduni bandistici e festivals, come il concorso Bacchetta d'oro a Frosinone e il concorso il Castello d'oro di Mazzarino dove ottiene il 1º posto. Partecipa al Festival internazionale della musica a Genova insieme a 35 bande provenienti da tutta Europa e Stati Uniti,  al Kals'art, festival di musica arte e cultura, esibendosi a Palermo a piazza della Kalsa. Partecipa inoltre anche ai festeggiamenti del 50º anniversario dell'Associazione nazionale bande italiane musicali autonome) insieme a 150 bande provenienti da tutta Italia a Roma in piazza San Pietro alla presenza di papa Benedetto XVI

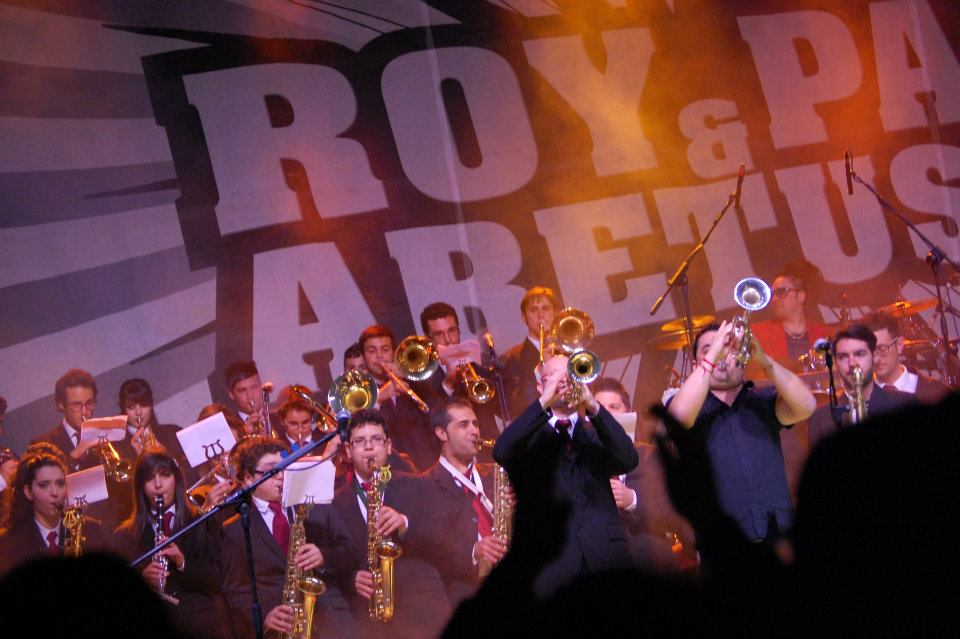
Banda di Avola con Roy Paci & Aretuska

Nel luglio del 2002 incide il cd 'A banna! per la casa discografica Felmay con la produzione di Roy Paci e Fabio Barovero: il cd contiene 12 brani che appartengono al repertorio bandistico dei primi anni del '900. 
Nel 2004 il regista Davide Ferrario inserisce alcuni brani del cd come colonna sonora del film Dopo mezzanotte.
Nel maggio del 2006 per i festeggiamenti del decimo anno di attività la banda si esibisce ad Avola in piazza Umberto I insieme a Roy Paci e al sassofonista Carlo Actis Dato. e nell'ottobre dello stesso anno sfila per le vie del centro storico di Torino, esibendosi in piazza Castello per l'evento Slownight organizzato da Fabio Barovero e Luca Morino dei Mau Mau in occasione del Salone internazionale del gusto e della festa di Terra Madre.
L'8 agosto 2007 continua le sue collaborazioni e organizza un concerto avendo come ospite il cantante Lello Analfino. Per questo evento vengono eseguiti 8 brani dei Tinturia arrangiati per banda dal maestro Sebastiano Bell’Arte.
Nell'agosto del 2008, invitata da Roy Paci, partecipa al Sikula Reggae Festival, in occasione del decimo anniversario del progetto Roy Paci & Aretuska., inserita nel DVD Bestiario siciliano. Nel 2009 si esibisce a Mantova in occasione del Festival delle passioni, sotto la direzione artistica di Roy Paci. Nell'aprile del 2010 registra presso la sala di registrazione La Posada Negro di Lecce sette brani scritti da Roy Paci per la colonna sonora del Film Ristabbanna di Gianni Cardillo e Daniele De Plano, presentato nel 2011 alla XIV edizione del festival internazionale di Shanghai.

### Con Mirco Menna
Il 28-29-30 novembre 2008 partecipa al MEI Meeting delle Etichette Indipendenti di Faenza esibendosi con il cantautore Mirco Menna. Nel 2009 continua la collaborazione col cantautore bolognese e nel luglio dello stesso anno si esibiscono insieme presso la Rocca Sforzesca di Imola alla XXIV edizione del Cross Over Jazz Festival e a settembre registrano presso il teatro Vittorio Emanuele di Noto il cD ...e l'italiano ride., pubblicato a febbraio 2010, prodotto da Fabio Barovero per la casa discografica Felmay e distribuito da EgeaMusic. L'album ottiene il Premio italiano musica popolare indipendente come miglior album etno-folk dell'anno 2010.
Nel 2011 per la ricorrenza del 150° dell'Unità d'Italia Banda di Avola si esibisce a Milano a piazza della Scala all'interno della manifestazione "Suoni delle regioni d'Italia" in rappresentanza della Regione Siciliana. Nel novembre dello stesso anno, Enzo Iacchetti utilizza il brano "Evviva" dell'album ...e l'italiano ride per il suo ingresso in diverse puntate della trasmissione televisiva Striscia la notizia su Canale 5.

### Con Rita Botto

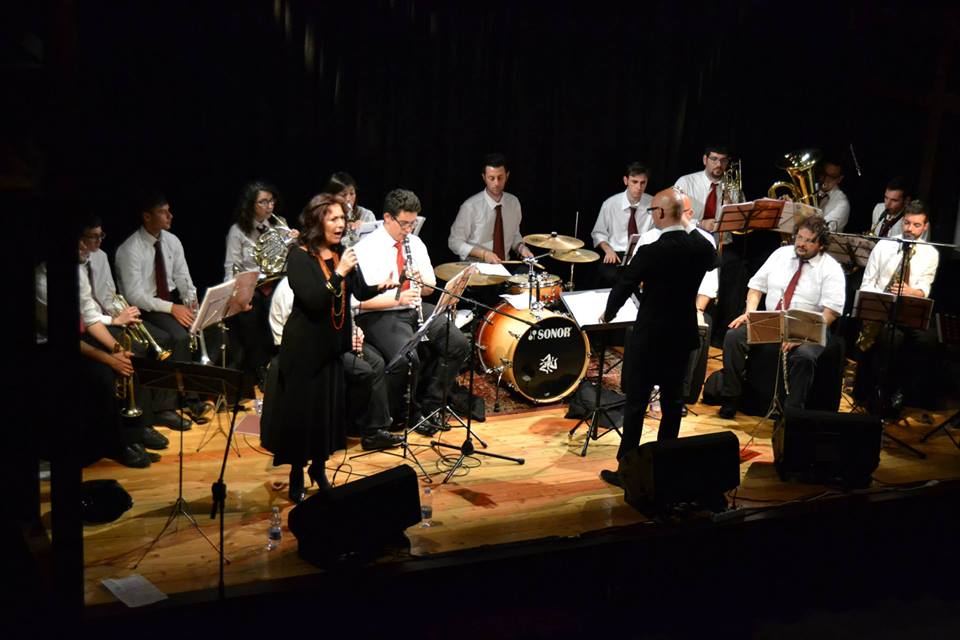
Banda di Avola e Rita Botto

Nel 2012 inizia la collaborazione tra la Banda di Avola e la cantante siciliana Rita Botto. Insieme rielaborano dei brani della più antica tradizione siciliana e di Rosa Balistreri e si esibiscono in occasione della Notte di Giufà a Noto. Registrano insieme presso il teatro Garibaldi di Avola il cd Terra ca nun senti, prodotto da Roy Tarrant per la casa discografica Recording Arts con dodici brani della tradizione siciliana. Nel 2013 Terra ca nun senti fa il suo debutto al cine-teatro Odeon di Catania. Nello stesso anno partecipano come protagonisti con Beppe Fiorello, alla serata inaugurale del Festival internazionale del Cinema di frontiera a Marzamemi., con proiezione in anteprima del loro videoclip Cantu e cuntu. Ad agosto dello stesso anno, prendono parte all'evento Omaggio a Lucio Dalla, nell'anfiteatro di Milo, condotto da Red Ronnie, assieme ad altri artisti come Franco Battiato, Luca Madonia, Noemi, Enrico Ruggeri, Tinturia, Gianluca Grignani, Luca Carboni e Pierdavide Carone, presentando una rielaborazione del brano E dire che ti amo dell'artista bolognese, riarrangiato da Sebastiano Bell’Arte.
Nel 2014 la giuria del Premio nazionale città di Loano per la musica tradizionale italiana, composta da oltre sessanta giornalisti musicali,  assegna il Premio miglior album 2013 al disco Terra ca nun senti e si esibiscono ritirando il premio nella serata conclusiva del festival. Ad aprile si esibiscono presso l'Acropolium di Cartagine in occasione della manifestazione Sapori e saperi del Sud a Tunisi, una settimana dedicata alla cultura siciliana in Tunisia. Il 2 luglio, in occasione del Sicilian Space Program, parte del videoclip Cantu e cuntu,  viene inserito tra altri estratti video dei siciliani più illustri (Giovanni Falcone, Paolo Borsellino, Leonardo Sciascia, Ignazio Buttitta, Franco e Ciccio, Peppino Impastato, Rosa Balistreri, Giuseppe Tornatore), in un video show che rappresenti la bellezza della Sicilia e lanciato nella stratosfera a oltre 30.000 km di altezza.

## Discografia

### Album
- 2017 – Annakiti (con Peppe Qbeta)
- 2013 – Terra ca nun senti (con Rita Botto)
- 2010 – ...e l'italiano ride (con Mirco Menna)
- 2002 – 'A banna!

### Colonne sonore
- 2012 L'insolito Ignoto - Vita acrobatica di Tiberio Murgia (colonna sonora del film di Sergio Naitza)
- 2010 Ristabbanna (colonna sonora del film di Daniele De Plano e Gianni Cardillo)
- 2004 Dopo mezzanotte (colonna sonora del film di Davide Ferrario)